# Confession de Dordrecht
La Confession de Dordrecht est une confession de foi mennonite  publiée aux Pays-Bas en 1633.

## Origine
La Confession est adoptée le 21 avril 1632, par des mennonites allemands à Dordrecht, aux Pays-Bas . Elle peut être considérée comme caractéristique des mennonites modernes, quoique rédigée plusieurs années après le décès des prédicateurs les plus connus tels Menno Simons et Théodore Philippe. C'est une confession de foi très répandue à ce jour parmi les diverses dénominations anabaptistes. Elle est également reprise par Thieleman Van Braght dans son Miroir des Martyrs, paru en 1660, où il la cite avec d'autres confessions, notamment une confession vaudoise datant de l'an 1120 et d'une autre confession mennonite, datant de l'an 1600, intitulée Les Trente-Trois Articles de Foi. 

## Doctrines
Elle contient 18 articles de foi.  Elle explique la doctrine de l’Église de professants et du baptême du croyant.